# Nishinomiya-Schrein

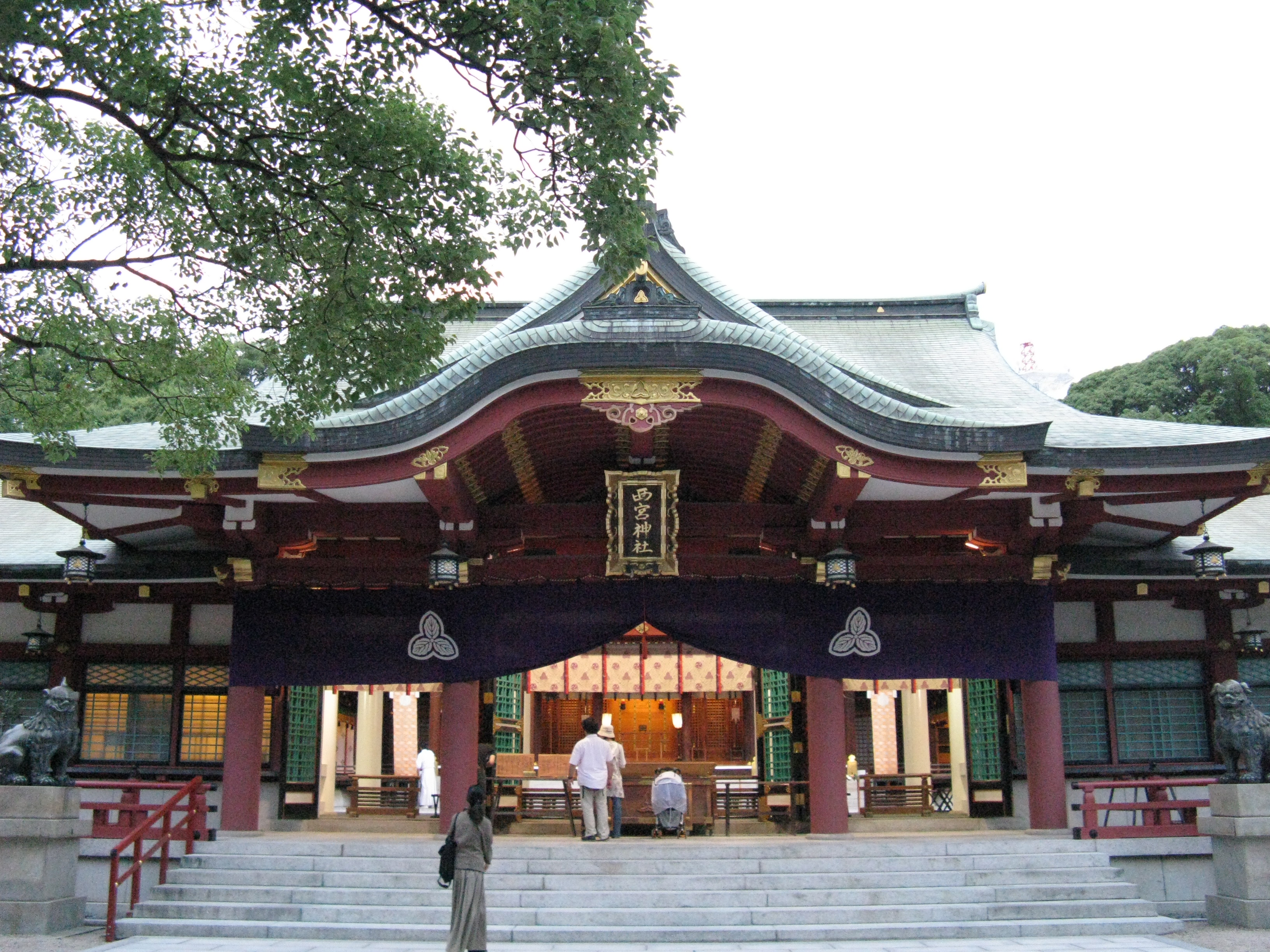
Gebetshalle (Haiden)

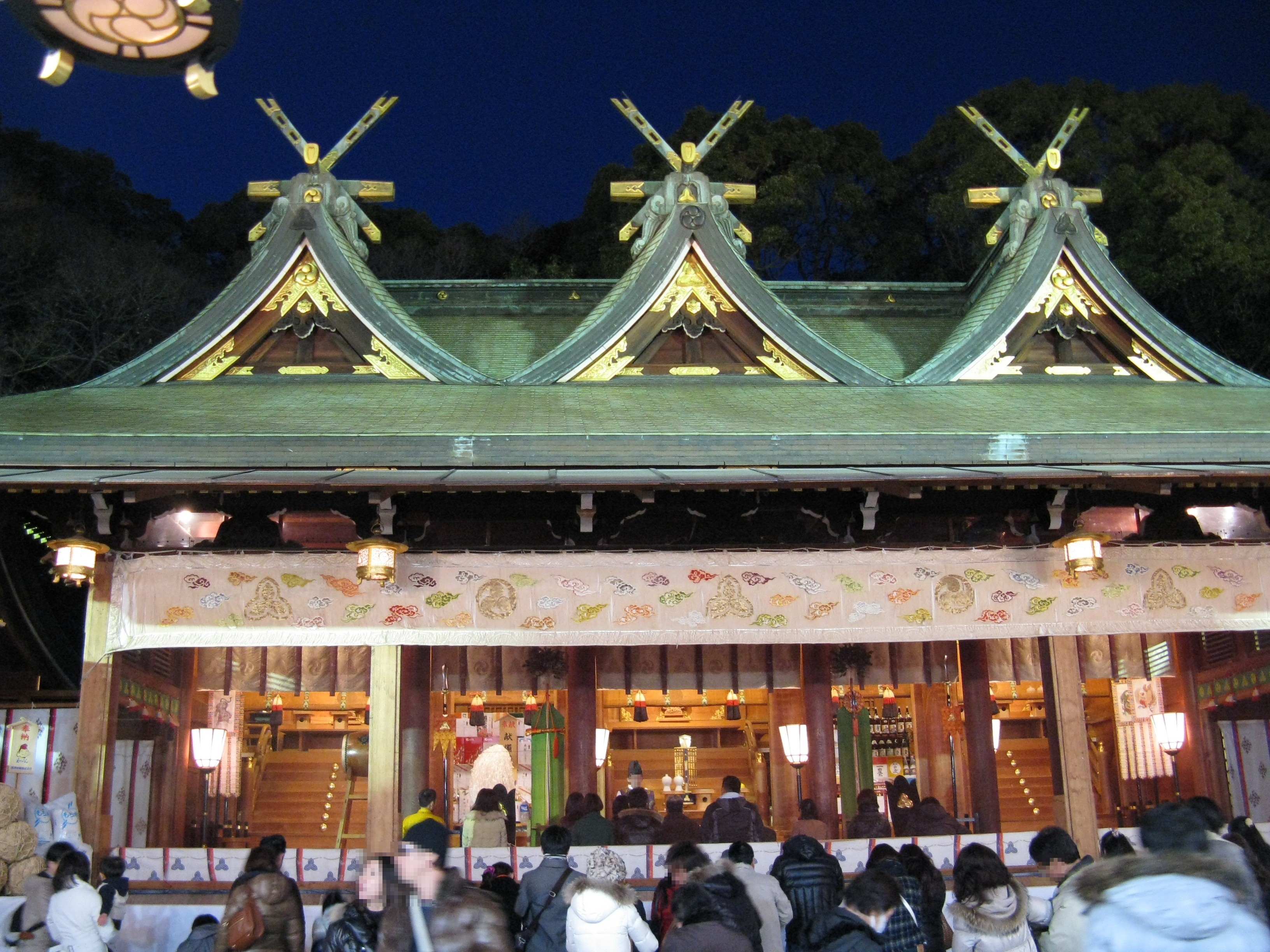
Haupthallel (Honden)

Der Nishinomiya-Schrein (japanisch 西宮神社, Nishinomiya-jinja) ist ein Schrein in Nishinomiya, Präfektur Hyōgo, Japan. Er ist der Hauptschrein des Ebisu-Zweiges innerhalb des Shinto, der 3.500 Schreine umfassen soll, und Namensgeber für den Ort.

## Übersicht
Der Nishinomiya-Schrein wird auch Epessan (えべっさん) genannt, da er als der allgemeine Hauptschrein des Ebisu weit bekannt ist. Der Schrein entstand im Jahr 1872 durch Abspaltung vom Hirota-Schrein. Der Ursprung des Schreins ist im Detail nicht bekannt, aber es ist anzunehmen, dass seit der Muromachi-Zeit das Volk den Ebisu als Gott der Fischerei und des Handels verehrt.
In der Edo-Zeit verbreiteten Puppenspieler (傀儡師 Kugutsu-shi) den Ruhm des Schreins in ganz Japan. Heutzutage wird vom 9. bis 11. Januar jeden Jahres das „Zehn-Tage-Ebisu“-(十日えびす Tōka Ebisu)-Fest abgehalten. Dazu kommen jedes Jahr eine Million Besucher.

## Die Anlage

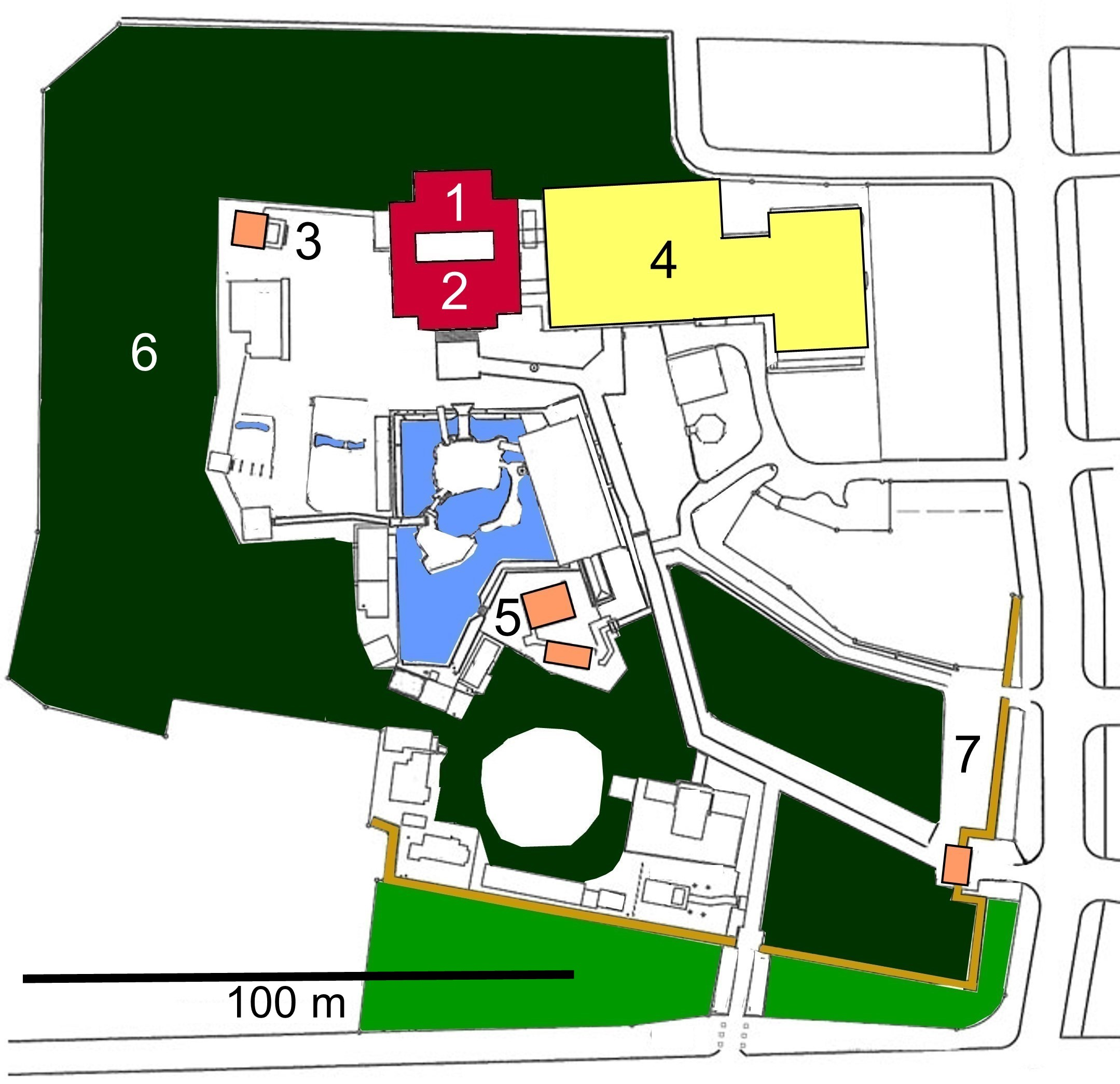
Plan des Schreins (s. Text)

Die Haupthalle des Schreins (本殿, Honden; 1), zusammen mit der Gebetshalle (拝殿 Haiden; 2), war Nationalschatz, gingen aber 1945 durch Brand verloren. Das gegenwärtige Gebäude ist eine Wiederaufbau aus dem Jahr 1961. Der Honden besteht aus drei Hallen: in der ersten wird Ebisu bzw. Hiroko no Mikoto (蛭児命) verehrt, von dem erzählt wird, dass sie von Ferne über das Meer hierher gekommen sei. Als erster sollen die Fischer von Naruo (鳴尾), heute ein Ortsteil der Stadt, ihn verehrt haben. Die großen weiteren Gebäude des Schreins (im Plan gelb, mit 4 markiert) weisen auf dessen Bedeutung hin. Zum Gedenken werden jedes Jahr im Juni tragbare Schreine (Mikoshi) im Rahmen des Festes Mikoshiya (御輿屋) durch die Stadt getragen. In der zweiten Halle werden die Sonnengottheit Amaterasu und die Erdgottheit Ōkuninushi (大国主) verehrt, sowie in der dritten Halle Susanoo.
Auf dem Schreingelände befindet sich das Rokueidō (六英堂, 5 im Plan), das einst dem wichtigen Politiker der Meiji-Zeit, Iwakura Tomomi, gehörte. 1971 wurde der Pavillon von Tokyo hierher versetzt. Weiter gibt es eine Reihe von beschrifteten Gedenksteinen auf dem Gelände. – Das Wäldchen Shaso (社叢; 6), das den Schrein im Norden und Westen einschließt, ist als Naturdenkmal der Präfektur registriert.
Aus der Muromachi-Zeit stammt das große Vordertor (表大門 Omote daimon; Wichtiges Kulturgut = ◎; 7). Toyotomi Hideyori ließ es 1604 wiederherstellen. Die Glocke, deren Inschrift auf das Jahr 1610 hinweist, wurde von dem Daimyō und Feldherrn Katagiri Katsumoto (1556–1615) gestiftet. Ein Baudenkmal ist auch die lange Mauer (大練塀; Ōneribei; hellbraun markiert; ◎) aus der frühen Muromachi-Zeit, die den Schrein im Südosten umschließt. Sie gehört zu den „Drei großen Mauern“ in Japan.
Als Sommerfest, das auch nach dem leichten Baumwollgewand auch Yukata-Fest genannt wird, wird abends ausgetragen. Ein weiteres Fest findet am 22. September statt. Da von diesem Tage an die formale Männerkleidung „Hakama“ (袴) getragen wurde, heißt das Fest auch Hakama-Fest.

## Bilder

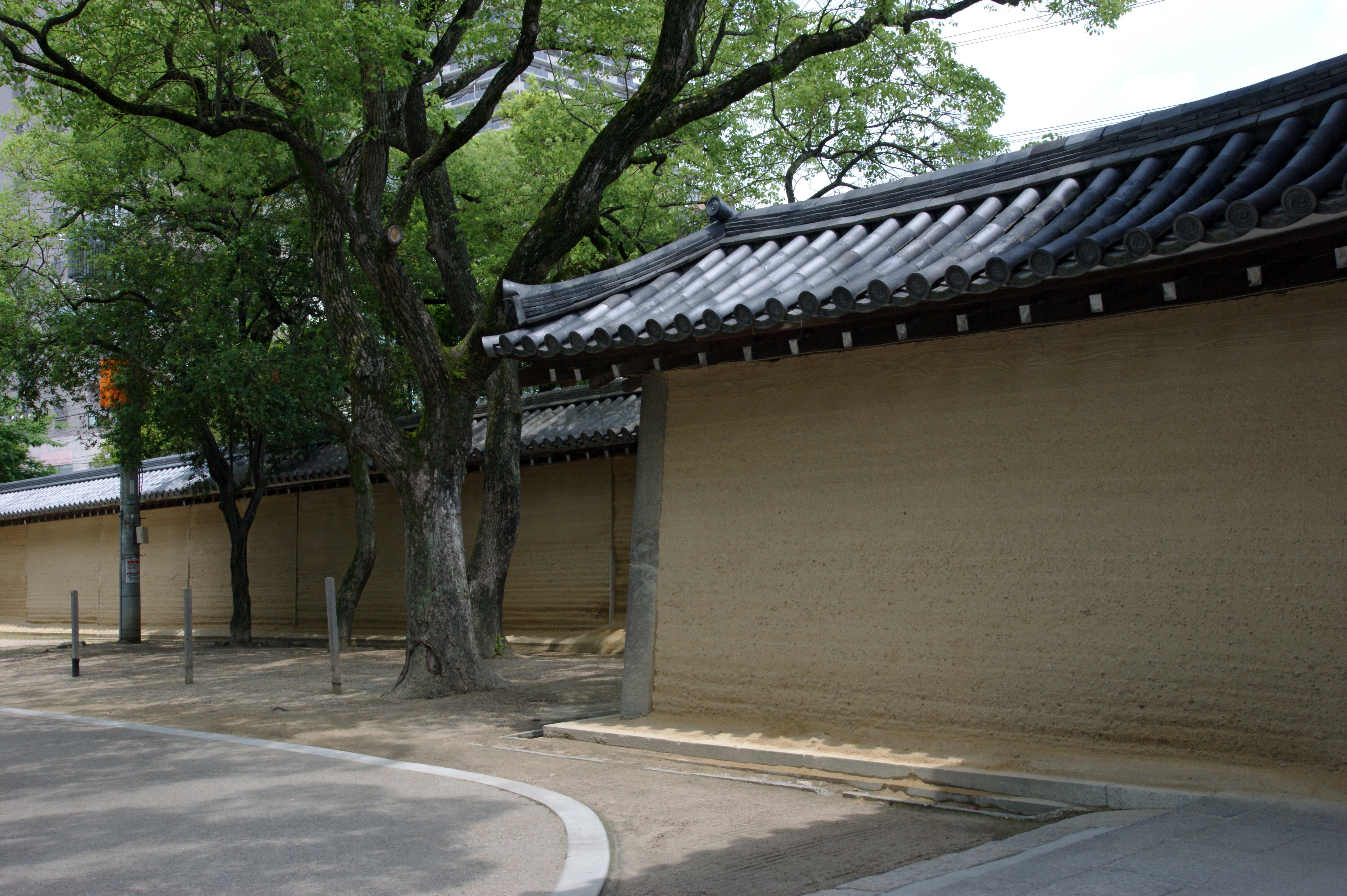
Oneribei
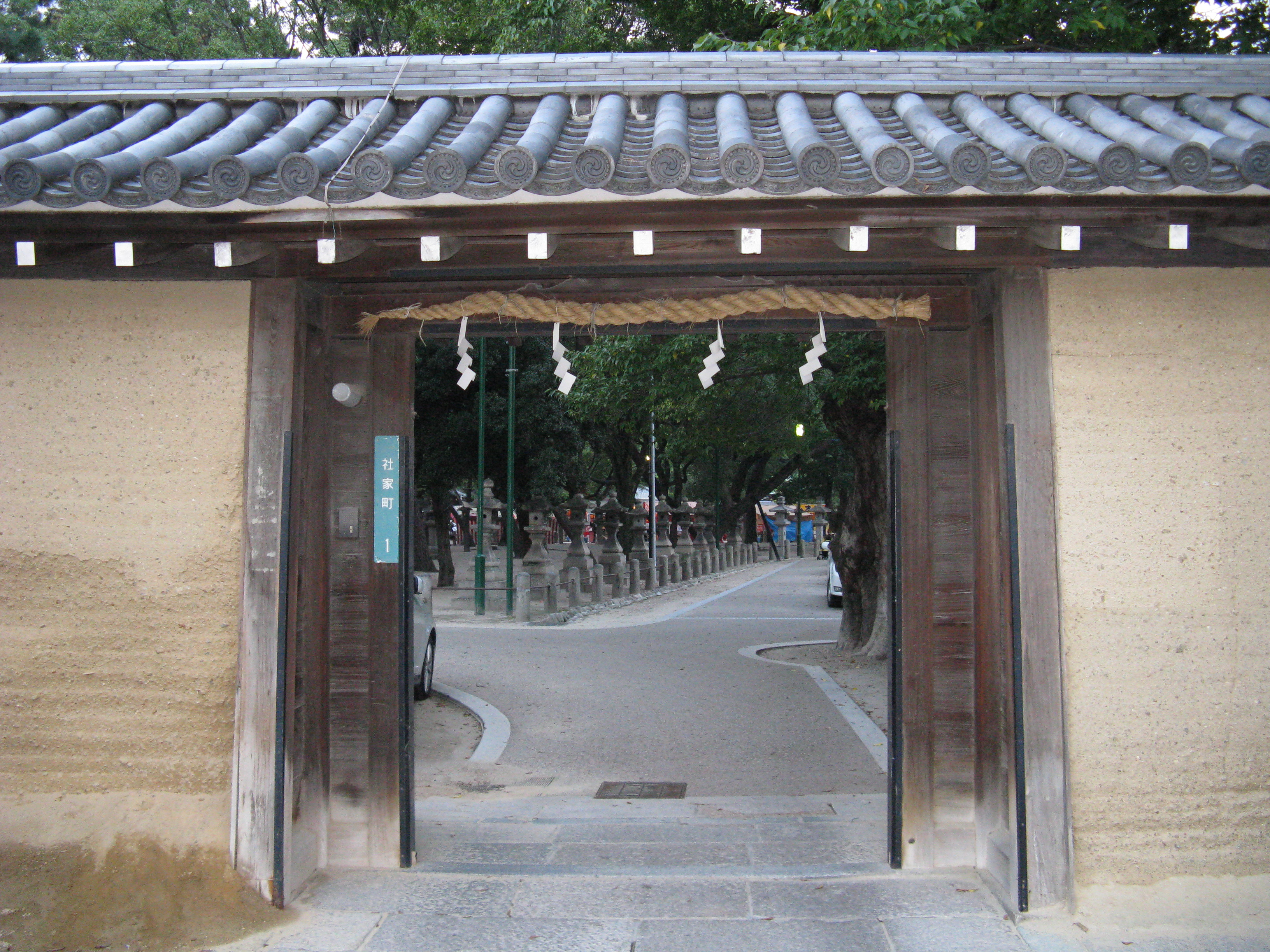
Oneribei mit kleinem Tor
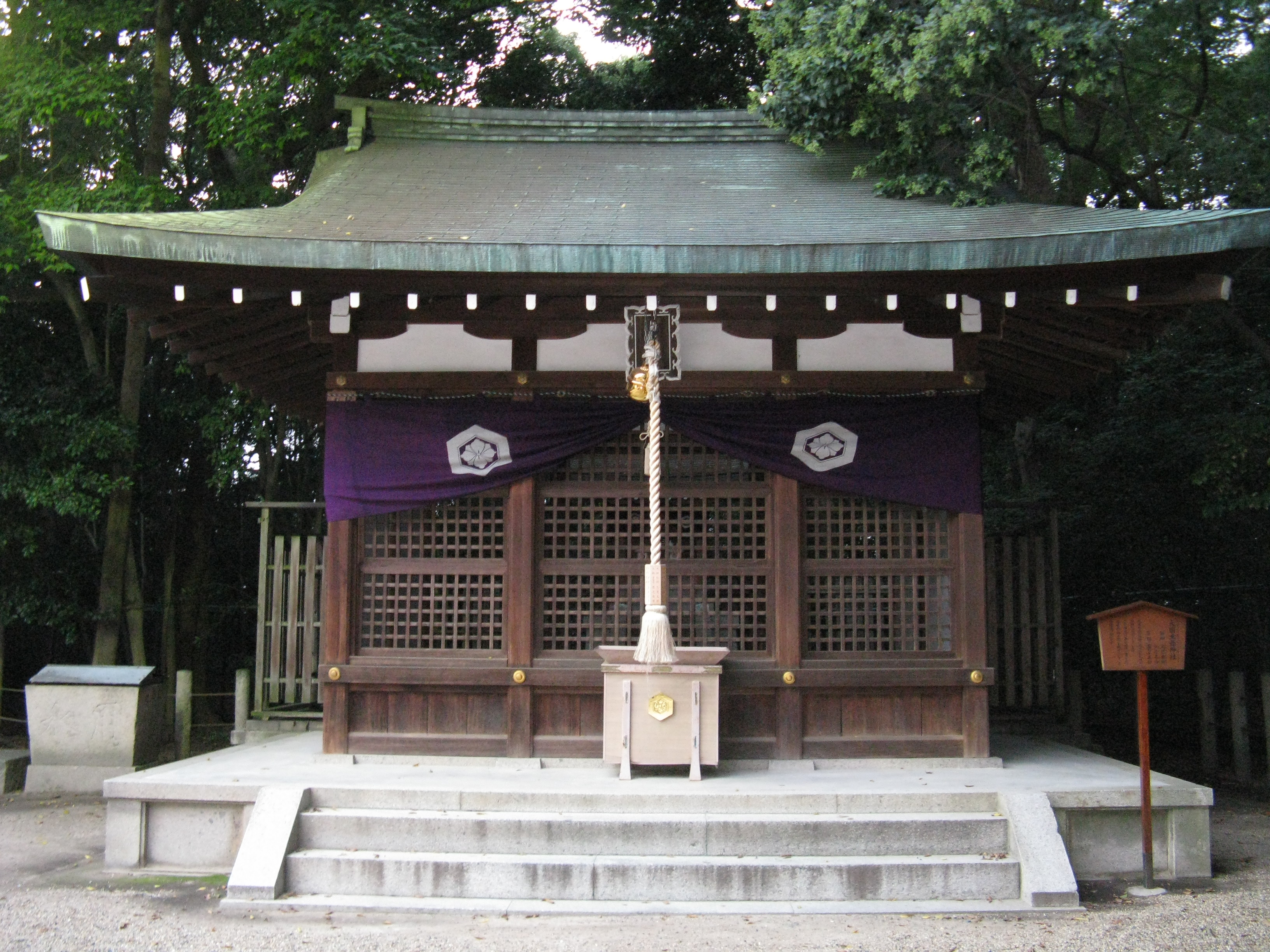
Ōkuninushi-Schrein
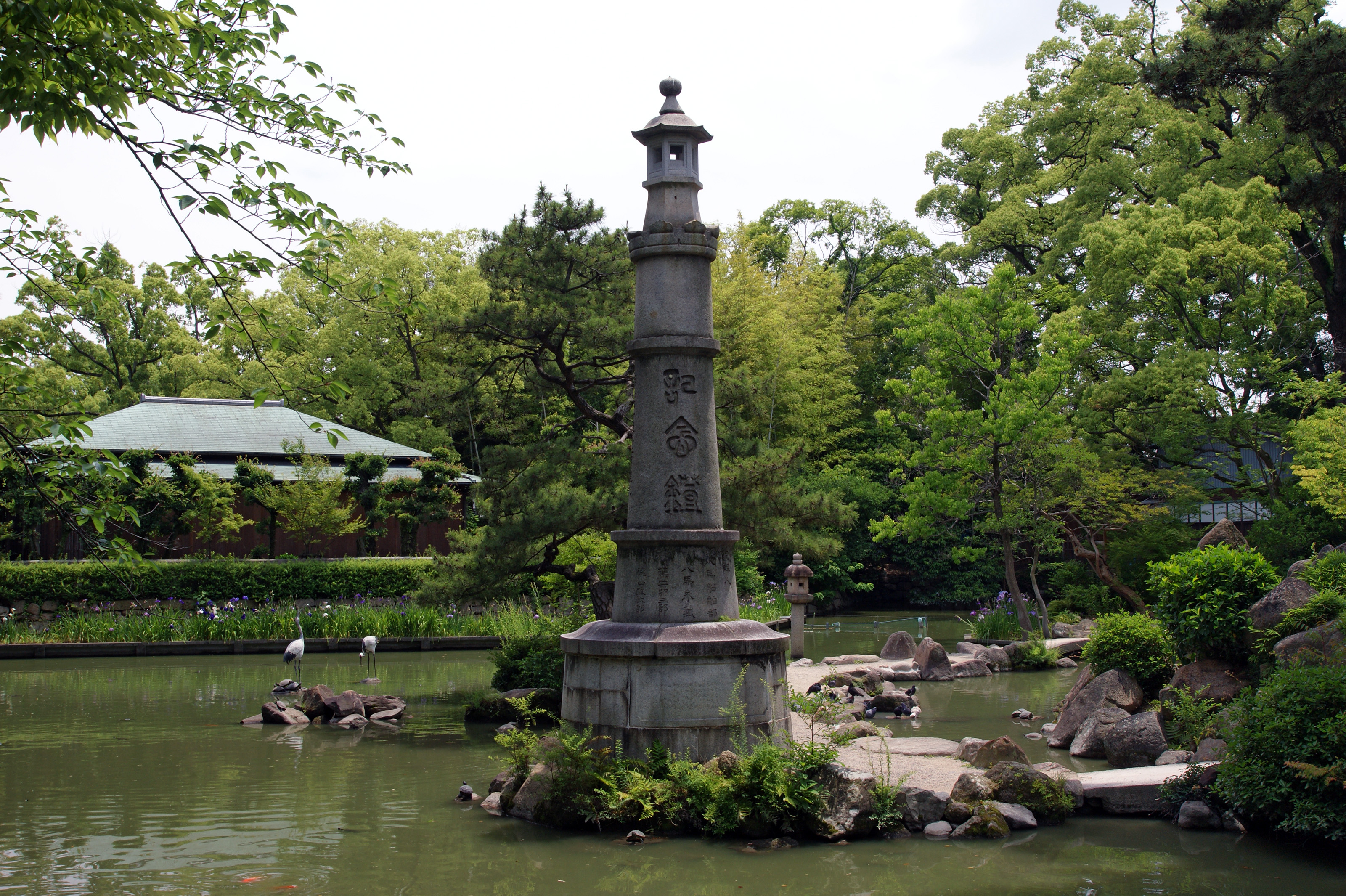
Am Teich